# Distretto di Eğirdir
Il distretto di Eğirdir (in turco Eğirdir ilçesi) è un distretto della provincia di Isparta, in Turchia.

## Amministrazioni
Al distretto appartengono 5 comuni e 24 villaggi.

### Comuni
- Eğirdir (centro)
- Barla
- Gökçehüyük
- Pazarköy
- Sarıidris

### Villaggi
| - Ağılköy - Akbelenli - Akdoğan - Akpınar - Aşağı Gökdere - Bademli - Bağacık - Bağıllı - Bağören - Balkırı - Beydere - Çay | - Eyüpler - Havutlu - Kırıntı - Mahmatlar - Serpil - Sevinçbey - Sipahiler - Sorkuncak - Tepeli - Yukarı Gökdere - Yuvalı - Yılgıncak |